# 양귀비 (희극인)
양귀비(1984년 8월 27일 ~ )는 대한민국의 희극 배우이다. 2007년 SBS 신인개그맨선발대회에 입상하여 공채 9기로 데뷔하였다.

## 출연작

### 방송
- 《웃찾사》 (SBS)
  - 〈굿닥터〉
- 《개그투나잇》 (SBS)
- 《토요특집 모닝와이드》 (SBS)
- 《개그콘서트》 (KBS2)[1]

## 논란
2008년 SBS 《웃음을 찾는 사람들》의 코너 '절대감 박사장님'에서 동료 희극 배우 박광수가 양귀비의 허벅지를 쓰다듬자 양귀비가 웃으며 그의 손을 떼어내는 장면이 방송에 공개되면서 성추행 논란이 일었다. 이에 대해 양귀비는 자신의 미니 홈피에 "서로 친해서 리액션 개그 연기를 펼친 것이니 오해 말라"는 글을 올리며 박광수의 행동을 변호하고 나섰다.